# Insel-Almanach
Der Insel-Almanach auf das Jahr… war ein literarisches Periodikum aus dem Insel-Verlag mit jährlicher Erscheinungsweise. Es sollte über das Verlagsprogramm und verlegerische Schwerpunkte der aktuellen Editionstätigkeit informieren.

## Geschichte
1899 gründeten Otto Julius Bierbaum, Rudolf Alexander Schröder und Alfred Walter Heymel die literarische Zeitschrift Die Insel. Parallel dazu erschien noch im selben Jahr der Almanach der Insel, der aber bereits nach zweimaligem Erscheinen 1906 wieder eingestellt wurde.
Von Anfang an wurden bekannte Künstler mit der Ausschmückung betraut: Fritz Helmuth Ehmcke, Thomas Theodor Heine, Friedrich Wilhelm Kleukens, Max Slevogt, Walter Tiemann, Heinrich Vogeler u. a.
Erst als 1906 der Verleger Anton Kippenberg die Leitung des Insel-Verlags übernahm, begann er noch im selben Jahr, den Almanach wieder zu veröffentlichen. Er nutzte diesen, um auf Insel-Autoren und deren Werke im aktuellen Verlagsprogramm hinzuweisen. Häufig geschah dies durch Text- und Illustrationsauszüge. Die geplante Jahresproduktion wurde in einer Übersicht am Ende des jeweiligen Bands vorgestellt. Unter der Ägide von Siegfried Unseld verschob sich die inhaltliche Orientierung der Almanache unter Reduzierung ihres auch werblichen Charakters hin zu aktuellen Themen.  Zumeist waren sie dann Jubiläen berühmter Dichter und Schriftsteller gewidmet, so für Rilke (1977), Diderot (1983) oder Georg Büchner (1987). Es gab aber auch Ausgaben, die – häufig in Anknüpfung an den jeweiligen thematischen Schwerpunkte der Frankfurter Buchmesse – einem Land oder einem historischen Ereignis gewidmet waren, wie Japan (1990), 200 Jahre Goethes „Faust“ (2008) der China (2009).
Von den Ausnahmen 1920 und 1942–1951 abgesehen, erschien der Almanach bis 2010 (Ausgabe auf das Jahr 2011) ununterbrochen. Verlagsort war bis 1941 Leipzig. Zwischen 1952 und 1959 erschienen die Ausgaben in Wiesbaden, ab 1960 in Frankfurt am Main und – nun wieder gesamtdeutsch – von 1990 bis 2009 mit dem zusätzlichen Verlagsort Leipzig. Der letzte Almanach für 2011 erschien 2010 unter dem Titel Küsse, Bisse / Heinrich von Kleist in Berlin.

## Chronologie
Almanach der Insel
- 1900 – Otto Julius Bierbaum u. a. (Hrsg.)
- 1906 – Otto Julius Bierbaum u. a. (Hrsg.)

Insel-Almanach auf das Jahr …
- 1906–1914
- 1915 – Kriegs-Almanach
- 1916–1919
- 1920 – Nicht erschienen
- 1921–1931
- 1932 – Auf das Goethe-Jahr 1932
- 1933–1941
- 1941–1951 – Nicht erschienen
- 1952–1966
- 1967 – Siegfried Unseld (Hrsg.): Rainer Maria Rilke zum 40. Todestag
- 1968
- 1969 – Irrgarten der Lust. „…1001 Nacht; Aufsätze, Stimmen, Illustrationen“
- 1970 – An Friedrich Hölderlin. Gedichte aus 180 Jahren deutsch- und fremdsprachiger Autoren
- 1971 – Für Marie Luise Kaschnitz. Anläßlich ihres 70. Geburtstags
- 1972 – Franz Rottensteiner (Hrsg.): Pfade ins Unendliche
- 1973 – Jörn Göres (Hrsg.): Die Leiden des jungen Werther. Goethes „Werther“ als Schule der Leidenschaften, ISBN 3-458-05599-1
- 1974 – Friedrich Michael (Hrsg.): Anton Kippenberg zum 100. Geburtstag, ISBN 3-458-05799-4
- 1975 – 75 Jahre Insel-Verlag. Eine Geschichte in Daten, Programmen und Dokumenten, ISBN 3-458-05919-9
- 1976 – Werner Berthel (Hrsg.): Stanislaw Lem, der dialektische Weise aus Kraków
- 1977 – Digne Meller Marcovicz (Hrsg.): Rainer Maria Rilke, 1875 bis 1975
- 1978 – Eva Kampmann-Carossa (Hrsg.): Zum 100. Geburtstag von Hans Carossa, ISBN 3-458-05063-9
- 1979 – Horst Günther (Hrsg.): „Ein Mann wie Lessing täte uns not“, ISBN 3-458-05962-8
- 1980 – Angelika Gundlach (Hrsg.): August Strindberg, nichts als Dichter, ISBN 3-458-04912-6
- 1981 – Horst Günther (Hrsg.): Karl Philipp Moritz, wer ist das?, ISBN 3-458-04856-1
- 1982 – Christoph Michel (Hrsg.): Johann Wolfgang Goethe zu Bildern, ISBN 3-458-04769-7
- 1983 – Walter Sparn (Hrsg.): Martin Luther. Aus rechter Muttersprache, ISBN 3-458-14067-0
- 1984 – Horst Günther (Hrsg.): Diderot, ISBN 3-458-14110-3
- 1985 – Wolfgang Schirmacher (Hrsg.): Schopenhauer, ISBN 3-458-14188-X
- 1986 – Gottfried Boehm (Hrsg.): Rilke und die Bildende Kunst, ISBN 3-458-14253-3
- 1987 – Thomas Michael Meyer (Hrsg.): Georg Büchner, ISBN 3-458-14331-9
- 1988 – Oswald Bayer (Hrsg.): Hamann, ISBN 3-458-14596-6
- 1989 – Karl Otto Conrady (Hrsg.): Goethe und die Französische Revolution, ISBN 3-458-14639-3
- 1990 – Irmela Hijiya-Kirschnereit (Hrsg.): Japan, ISBN 3-458-16056-6
- 1991 – ISBN 3-458-16128-7 (2 Bde.)
- 1992 – ISBN 3-458-16214-3 (2 Bde.)
- 1993 – ISBN 3-458-16348-4
- 1994 – ISBN 3-458-16572-X
- 1995 – ISBN 3-458-16639-4
- 1996 – ISBN 3-458-16749-8
- 1997 – Vera Hauschild (Hrsg.): Rainer Maria Rilke, 1926 bis 1996. Erinnerungen an den Dichter, Begegnungen an sein Werk; eine Dokumentation, ISBN 3-458-16782-X
- 1998 – Hans-Joachim Simm (Hrsg.): „Doch ich glaube nicht, daß nur von allen Zeiten …“ Die Religionen der Welt, ISBN 3-458-16859-1
- 1999 – Hans-Joachim Simm (Hrsg.): Johann Wolfgang Goethe zum 250. Geburtstag, ISBN 3-458-16918-0
- 2000 – Hans-Joachim Simm (Hrsg.): Gedanken zum 20. Jahrhundert, ISBN 3-458-16983-0
- 2001 – Hans-Joachim Simm (Hrsg.): „Welche Entwürfe! Welche Entschlüsse“. Modelle menschlichen Lebens, ISBN 3-458-17047-2
- 2002 – Hans-Joachim Simm (Hrsg.): Europa, die Dichter und das Geld, ISBN 3-458-17092-8
- 2003 – Hans-Joachim Simm (Hrsg.): Rußland und die russische Literatur, ISBN 3-458-17141-X
- 2004 – Hans-Joachim Simm (Hrsg.): „Und nun dächt ich, wäre Zeit zum Frieden“. Dichter gegen den Krieg, ISBN 3-458-17181-9
- 2005 – Hans-Joachim Simm (Hrsg.): Friedrich Schiller, 1759-1805, ISBN 3-458-17232-7
- 2006 – Hans-Joachim Simm / Christian Lux (Hrsg.): 100 Jahre Insel-Almanach, ISBN 3-458-17282-3
- 2007 – Hans-Joachim Simm / Raimund Fellinger / Christian Lux (Hrsg.): Der Brief. Kunstwerk und Mitteilung, ISBN 3-458-17327-7
- 2008 – Hans-Joachim Simm / Christian Lux (Hrsg.): 200 Jahre Goethes „Faust“, ISBN 3-458-17378-1
- 2009 – Hans-Joachim Simm / Christian Lux (Hrsg.): China, ISBN 978-3-458-17418-9
- 2010 – Hans-Joachim Simm / Christian Lux (Hrsg.): Tolstoj, ISBN 978-3-458-17458-5
- 2011 – Bisky, Jens (Hrsg.): Heinrich von Kleist: Küsse, Bisse, ISBN 978-3-458-17486-8

Der Kriegs-Almanach von 1915 wurde in seiner ursprünglichen Fassung mit dem Gedicht von Arno Holz Zum 2. September auf Betreiben der Betreiben der k.u.k. Zensurbehörden zurückgezogen. Nachdem Holz’ Gedicht entfernt war, kam eine überarbeitete Fassung mit Heinrich Leutholds Gedicht Das Eisen und einem Auszug aus Bismarcks Rede im Reichstag vom 6. Februar 1888 an dessen Stelle in den Handel.

## Österreichischer Almanach auf das Jahr 1916
Im Zusammenhang mit der Herausgabe der Seitenreihe zur Insel-Bücherei, der Österreichischen Bibliothek, gab Hugo von Hofmannsthal auch den nur 1916 erschienenen Österreichische[n] Almanach auf das Jahr 1916 heraus.